# Antonio Bertoli
Antonio Bertoli (Castelnovo del Friuli, 18 ottobre 1917 – Udine, 13 ottobre 1971) è stato un calciatore e allenatore di calcio italiano, di ruolo attaccante.

## Carriera
Dopo gli esordi in Serie C con l'Udinese, conquista la promozione in Serie B al termine della stagione 1938-1939; debutta così in Serie B nel 1939-1940, disputando quattro campionati cadetti prima della seconda guerra mondiale.
Dopo aver disputato 12 gare nel Campionato Alta Italia 1944 ed aver giocato nel campionato misto di Serie B-C Alta Italia 1945-1946, milita con i friulani per altri due anni in Serie B. Conta complessivamente 163 presenze e 21 reti in Serie B. A fine carriera si trasferisce al San Donà con cui vince il campionato di Promozione 1948-1949, per poi disputare anche il successivo campionato di Serie C.
Allenò il Pordenone nel 1957-1958.
A lui è intitolato lo stadio comunale di Maniago.

## Palmarès

### Club

#### Competizioni nazionali
- Serie C: 1

Udinese: 1938-1939